# Kanton Montmorency
Kanton Montmorency is een kanton van het Franse departement Val-d'Oise. Kanton Montmorency maakt deel uit van het arrondissement Sarcelles en telde in 1999 :  27.984 inwoners.

## Gemeenten
Het kanton Montmorency omvatte tot 2014 de volgende 2 gemeenten:
- Groslay
- Montmorency (hoofdplaats)

Door de herindeling van de kantons bij decreet van 17 februari 2014, met uitwerking in maart 2015 werd het kanton uitgebreid tot volgende 6 gemeenten :
- Andilly
- Enghien-les-Bains
- Margency
- Montlignon
- Montmorency (hoofdplaats)
- Soisy-sous-Montmorency